# Premio Viareggio
Der Premio Viareggio ist einer der prestigeträchtigsten italienischen Literaturpreise. Der Preis wurde 1929 von Alberto Colantuoni, Carlo Salsa und Leonida Repaci begründet und nach der toskanischen Stadt Viareggio benannt.

## Liste der Preisträger
- 1930:
  - Anselmo Bucci, Il pittore volante
  - Lorenzo Viani, Ritorno alla patria
- 1931: Corrado Tumiati, I tetti rossi
- 1932: Antonino Foschini, Le avventure di Villon
- 1933: Achille Campanile, Cantilena all'angolo della strada
- 1934: Raffaele Calzini, Segantini, romanzo della montagna
- 1935:
  - Mario Massa, Un uomo solo
  - Stefano Landi, Il muro di casa
- 1936: Riccardo Bacchelli, Il rabdomante
- 1937: Guelfo Civinini, Trattoria di paese
- 1938:
  - Vittorio G. Rossi, Oceano
  - Enrico Pea, La Maremmana
- 1939:
  - Maria Bellonci, Lucrezia Borgia
  - Arnaldo Frateili, Clara fra i lupi
  - Orio Vergani, Basso profondo
- 1940 bis 1945: - aufgrund der Kriegsereignisse keine Preisverleihung
- 1946:
  - Umberto Saba, Il Canzoniere
  - Silvio Micheli, Pane duro
- 1947: Antonio Gramsci, Lettere dal Carcere
- 1948:
  - Aldo Palazzeschi, I fratelli Cuccoli
  - Elsa Morante, Menzogna e sortilegio (deutsch: Lüge und Zauberei)
- 1949: Arturo Carlo Jemolo, Stato e Chiesa in Italia negli ultimi cento anni
- 1950: Francesco Jovine, Le terre del sacramento
- 1950: Carlo Bernari, Speranzella
- 1951: Domenico Rea, Gesù fate luce
- 1952: Tommaso Fiore, Un popolo di formiche
- 1953: Carlo Emilio Gadda, Novelle dal ducato in fiamme
- 1954: Rocco Scotellaro, È fatto giorno
- 1955: Vasco Pratolini, Metello
- 1956:
  - Carlo Levi, Le parole sono pietre
  - Gianna Manzini, La Sparviera
- 1957: Italo Calvino, Il barone rampante
- 1958: Ernesto De Martino, Morte e pianto rituale nel mondo antico
- 1959: Marino Moretti, Tutte le novelle
- 1960: Giovanni Battista Angioletti, I grandi ospiti
- 1961: Alberto Moravia, La noia
- 1962: Giorgio Bassani, Il giardino dei Finzi Contini
- 1963: Antonio Delfini, Racconti
- 1964: Giuseppe Berto, Il male oscuro
- 1965: Goffredo Parise, Il Padrone
- 1966: Alfonso Gatto,  La storia delle vittime
- 1967: Raffaello Brignetti, Il gabbiano azzurro
- 1968: Libero Bigiaretti, La controfigura
- 1969: Fulvio Tomizza, L'albero dei sogni
- 1970: Nello Saito, Dentro e fuori
- 1971: Ugo Attardi, L'erede selvaggio
- 1972: Romano Bilenchi, Il bottone di Stalingrado
- 1973: Achille Campanile, Manuale di conversazione
- 1974: Clotilde Marghieri, Amati enigmi
- 1975: Paolo Volponi, Il sipario ducale
- 1976: Mario Tobino, La bella degli specchi
- 1977: Davide Lajolo, Veder l'erba dalla parte delle radici
- 1978:
  - Antonio Altomonte, Dopo il presidente
  - Günter Grass
  - Salvatore Settis, La 'tempesta' interpretata. Giorgione.
- 1979: Giorgio Manganelli, Centuria
- 1980: Stefano Terra, Le porte di ferro
- 1981: Enzo Siciliano, La principessa e l'antiquario
- 1982: Primo Levi, Se non ora, quando?
- 1983: Giuliana Morandini, Caffè specchi
- 1984: Gina Lagorio, Tosca dei gatti
- 1985: Manlio Cancogni, Quella strana felicità
- 1986: Marisa Volpi, Il maestro della betulla
- 1987: Mario Spinella, Lettera da Kupjansk
- 1988: Rosetta Loy, Le strade di polvere
- 1989: Salvatore Mannuzzu, Procedure
- 1990:
  - Luisa Adorno, Arco di luminara
  - Cesare Viviani
  - Maurizio Calvesi, Le realtà del Caravaggio
- 1991: Antonio Debenedetti, Se la vita non è vita
- 1992: Luigi Malerba, Le pietre volanti
- 1993: Alessandro Baricco, Oceano mare
- 1994: Antonio Tabucchi, Sostiene Pereira
- 1995: Maurizio Maggiani, Il coraggio del pettirosso
- 1996: Ermanno Rea, Mistero napoletano
- 1997: Claudio Piersanti, Luisa e il silenzio
- 1998: Giorgio Pressburger, La neve e la colpa
- 1999: Ernesto Franco, Vite senza fine
- 2000:
  - Giorgio Van Straten, Il mio nome a memoria
  - Sandro Veronesi, La forza del passato
- 2001:
  - Niccolò Ammaniti, Io non ho paura
  - Michele Ranchetti, Verbale
  - Giorgio Pestelli, Canti del destino
- 2002:
  - Fiktion: Fleur Jaeggy, Proletarka
  - Poesie: Iolanda Insana, La stortura
  - Essay: Alfonso Berardinelli,
- 2003:
  - Fiktion: Giuseppe Montesano, Di questa vita menzognera
  - Essay: Salvatore Settis, Italia S.p.a. l L'assalto al patrimonio culturale (Einaudi, 2002)
- 2004:
  - Fiktion: Edoardo Albinati, Svenimenti
  - Essay: Andrea Tagliapietra, La virtù crudele
  - Poesie: Livia Livi, Antifona
- 2005:
  - Fiktion: Raffaele La Capria, L'estro quotidiano
  - Essay: Alberto Arbasino, Marescialle e libertini
  - Poesie: Milo De Angelis, Tema dell'addio
- 2006:
  - Fiktion: Gianni Celati, Vite di pascolanti
  - Essays: Giovanni Agosti, Su Mantegna I
  - Poesie: Giuseppe Conte, Ferite e rifioriture
  - Erstlingswerk: Roberto Saviano, Gomorrha
- 2007:
  - Fiktion: Filippo Tuena, Ultimo parallelo
  - Essays: Paolo Mauri, Buio
  - Poesie: Silvia Bre, Marmo
  - Erstlingswerk: nicht vergeben (Finalisten: Simona Baldanzi, Figlia di una vestaglia blu; Paolo Colagrande, Fideg; Paolo Fallai, Freni)
- 2008:
  - Fiktion: Francesca Sanvitale, L'inizio è in autunno
  - Essays: Miguel Gotor, Aldo Moro. Lettere dalla prigionia
  - Poesie: Eugenio De Signoribus, Poesie (1976–2007)
- 2009:
  - Fiktion: Edith Bruck, Quanta stella c'è nel cielo
  - Essays: Adriano Prosperi, Giustizia bendata
  - Poesie: Ennio Cavalli, Libro Grosso
- 2010:
  - Fiktion: Nicola Lagioia, Riportando tutto a casa
  - Essays: Michele Emmer, Bolle di sapone. Tra arte e matematica
  - Poesie: Pierluigi Cappello, Mandate a dire all'Imperatore
- 2011:
  - Fiktion: Alessandro Mari, Troppa umana speranza
  - Essays: Mario Lavagetto, Quel Marcel! Frammenti dalla biografia di Proust
  - Poesie: Gian Mario Villalta, Vanità della mente
- 2012:
  - Fiktion: Nicola Gardini, Le parole perdute di Amelia Lynd
  - Essays: Franco Lo Piparo, I due carceri di Gramsci
  - Poesie: Antonella Anedda, Salva con nome
- 2013:
  - Fiktion: Paolo Di Stefano, Giallo d’Avola
  - Essays: Giulio Guidorizzi, Il compagno dell’anima. I Greci e il sogno
  - Poesie: Enrico Testa, Ablativo
- 2014:
  - Fiktion: Francesco Pecoraro, La vita in tempo di pace
  - Essays: Luciano Mecacci, La Ghirlanda fiorentina
  - Poesie: Alessandro Fo, Mancanze
- 2015:
  - Fiktion: Antonio Scurati, Il tempo migliore della nostra vita
  - Essays: Massimo Bucciantini, Campo dei fiori
  - Poesie: Franco Buffoni, Jucci
- 2016:
  - Fiktion: Franco Cordelli, Una sostanza sottile
  - Essays: Bruno Pischedda, L’idioma molesto
  - Poesie: Sonia Gentili, Viaggio mentre morivo
- 2017:
  - Fiktion: Gianfranco Calligarich, La malinconia dei Crusich
  - Essays: Giuseppe Montesano, Lettori selvaggi
  - Poesie: Stefano Carrai, La traversata del Gobi
- 2018:
  - Fiktion: Fabio Genovesi, Il mare dove non si tocca;
  - Fiktion: Giuseppe Lupo, Gli anni del nostro incanto
  - Essays: Guido Melis, La macchina imperfetta. Immagine e realtà dello Stato fascista
  - Poesie: Roberta Dapunt, Sincope
  - Erstlingswerk: Simone Somekh, Grandangolo
- 2019:
  - Fiktion: Emanuele Trevi, Sogni e favole
  - Essays: Saverio Ricci, Tommaso Campanella
  - Poesie: Renato Minore, O caro pensiero
  - Erstlingswerk: Giovanna Cristina Vivinetto, Dolore minimo
  - Besondere Würdigung: Eugenio Scalfari, Sabino Cassese, Marco Bellocchio, Riccardo Muti und Gino Paoli
- 2020:
  - Fiktion: Paolo Di Paolo, Lontano dagli occhi
  - Essays: Giulio Ferroni, L’Italia di Dante
  - Poesie: Luciano Cecchinel, Da sponda a sponda
  - Erstlingswerk: Alberto Albertini, La classe avversa
  - Besondere Würdigung: Franco Gabrielli, Natalia Aspesi, Massimo Bray, Ilaria Capua, Sandro Luporini, Dacia Maraini und Maurizio Serra
- 2021
  - Fiktion: Edith Bruck, Il pane perduto
  - Essay/Sachliteratur: Walter Siti, Contro l’impegno
  - Poesie: Flavio Santi, Quanti – Truciolature, scie, onde. 1999–2019
  - Erstlingswerk: Alessandra Carati, E poi saremo salvi
  - Besondere Würdigung: Roberto Benigni, Annalena Benini, Igiaba Scego
- 2022
  - Fiktion: Veronica Raimo, Niente di vero (Einaudi)[1]
  - Poesie: Claudio Damiani, Prima di nascere (Fazi)
  - Essay/Sachliteratur: Silvia Ronchey, L'ultima immagine (Rizzoli)
  - Erstlingswerk: Pietro Castellitto, Gli iperborei (Bompiani)[2]
  - Besondere Würdigung: Wlodek Goldkorn (Premio Internazionale), Silvia Sciorilli Borrelli (Premio giornalistico), Agnese Pini (Menzione speciale)
- 2023
  - Fiktion: Niccolò Ammaniti, La vita intima (Einaudi)[3]
  - Poesie: Vivian Lamarque, L'amore da vecchia (Mondadori)
  - Essay/Sachliteratur: Francesco Piccolo, La bella confusione (Einaudi)[4]
  - Erstlingswerk: Pietro Santetti, Uomini di cavalli (Mondadori)
  - Besondere Würdigung: Gian Arturo Ferrari (Premio Internazionale), Nona Mikhelidze (Premio giornalistico), Stefano Massini (Premio Città di Viareggio), Giampaolo Simi (Premio Tobino)